# Glikopeptidni antibiotik
Glikopeptidni antibiotici su skupina antibiotika, koja se sastoji od glikoziliranih cikličkih ili policikličkih neribosomskih peptida. 
Značajniji antibiotici iz ove skupine su: vankomicin, teikoplanin,  telavancin, belomicin. 

## Mehanizam djelovanja
Glikopeptidni antibiotici djeluju tako što vezanjem na staničnu stijenku bakterija inhibiraju sintezu peptidoglikana. Glikopeptidi se vežu na aminokiseline (acil-D-alanil-D-alanin) stanične stijenke, te tako sprečavaju dodavanje novih jedinca peptidoglikana.